# Annika Frye
Annika Frye (* 22. Juni 1985 in Vechta) ist eine deutsche Designerin und Designwissenschaftlerin sowie Professorin an der Muthesius Kunsthochschule in Kiel. Ihre Arbeits- und Forschungsschwerpunkte sind der Designprozess und die besonderen Implikationen der seriellen Produktion und ihren ästhetischen Qualitäten. Sie arbeitet an der Schnittstelle zwischen Theorie und Praxis. Ihre experimentellen Design-Projekte wurden in internationalen Museen ausgestellt.

## Wissenschaftliche Karriere
Annika Frye studierte von 2004 bis 2010 an der Kunsthochschule Kassel Industriedesign. Sie schrieb ihr Diplom bei Oliver Vogt, Sandra Groll und Uta Brandes zum Thema Improvisation in der Gestaltung. Das Thema der Improvisation bildete auch den Ausgangspunkt einer umfassenden designwissenschaftlichen und gestalterischen Auseinandersetzung Fryes im Rahmen ihrer Promotion an der Hochschule für Gestaltung Offenbach am Main von 2011 bis 2015. In ihrer Dissertation zeigt Frye, wie folgenreich ein am Designprozess und seinen Improvisationen orientiertes Designkonzept für methodische und begriffliche Debatten in den Designwissenschaften ist. Die Dissertation wurde von dem Designtheoretiker Bernhard E. Bürdek, der Philosophin Juliane Rebentisch sowie von dem Designer Peter Eckart betreut. Die Arbeit Design und Improvisation. Produkte, Prozesse und Methoden erschien im Juni 2017 im Transcript Verlag.
Von 2011 bis 2014 war Annika Frye wissenschaftliche Mitarbeiterin an der HfG Offenbach.
Nach Abschluss ihrer Dissertation zu Designmethoden (2015) arbeitete sie als Inhouse-Designerin bei dem Berliner 3D-Drucker Startup BigRep. Im Anschluss arbeitete Annika Frye als Lehrbeauftragte für Designtheorie und Designgeschichte, sowie als wissenschaftliche Mitarbeiterin an der technischen Hochschule Aalen, wo sie Designgrundlagen unterrichtet und ein Industriedesignprogramm mit aufbaute. Praktika in Designbüros bereits während ihres Studiums führten Frye unter anderem zu Richard Hutten nach Rotterdam und zu Kiki van Eijk nach Eindhoven.
Im April 2017 wurde sie als Professorin für Designwissenschaften und -forschung an die Muthesius Kunsthochschule in Kiel berufen. Ihr Lehrkonzept für die Kunsthochschule sieht eine Verbindung von designwissenschaftlichen Inhalten und angewandter Designforschung vor. Sie forscht zu der Frage, wie sich eine digitale Materialität auf Industriedesignprozesse auswirkt.

## Design-Projekte, öffentliche Sammlungen und Auszeichnungen
Neben der designwissenschaftlichen Auseinandersetzung arbeitete Annika Frye an Versuchsaufbauten zum Thema Improvisation. Ihre Improvisationsmaschine, eine Rotationsgussapparatur, die Einzelstücke herstellen kann, findet sich in der Sammlung des Museums für angewandte Kunst (Wien) und war auf der Istanbul Biennale 2012 vertreten.
Mit ihren Projekten im Bereich des experimentellen Industriedesigns nahm sie an Ausstellungen im New Museum of Contemporary Art, im Nederlands Architectuurinstituut, im Vitra Design Museum, im Design Museum Holon in Israel sowie beim Internationalen Design Festival 2011 in Berlin teil. Sie war zwei Mal für den German Design Award nominiert und erhielt eine lobende Erwähnung (engl. honorable mention) von der Raymond Loewy Foundation. Zusammen mit Matylda Krzykowski und Studierenden der Muthesius Kunsthochschule initiierte sie 2018 das Projekt Muthesius Parallax.

## Veröffentlichungen
- Design und Improvisation: Produkte, Prozesse und Methoden, transcript, Bielefeld 2017, ISBN 978-3837634938 (Monografie)
- Learning from Dilettantism, in: Form Nr. 266, Juli 2016.
- Improvisation im Design. Form Nr. 253, Jun. 2014.
- Modell versus Rendering, designkritik.dk, März 2012.[14]